# Féneyrols
Féneyrols é uma comuna francesa na região administrativa de Occitânia, no departamento de Tarn-et-Garonne. Estende-se por uma área de 14,88 km². Em 2010 a comuna tinha 146 habitantes (densidade: 9,8 hab./km²).